# Werauhia macrochlamys
Werauhia macrochlamys là một loài thuộc chi Werauhia. Đây là loài đặc hữu của Costa Rica.